# 정성한
정성한(1971년 4월 5일 ~ )은 대한민국의 연극배우 겸 희극배우이자 공연기획자 및 연극연출가 겸 뮤지컬 배우이며 뮤지컬 감독 겸 뮤지컬 제작자이고 뮤지컬 연출가이며 기업가이다.

## 이력
1992년 연극배우 첫 데뷔하였고 3년 후 1995년 MBC 공채 개그맨으로 정식 데뷔하였다.

## 출연작

### TV 프로그램
- 1995년 MBC 《오늘은 좋은 날》
- 1996년 MBC 《테마게임》
- 1998년, 2000년, 2003년 《가족오락관》 게스트
- 2001년 MBC 《메디컬 쇼 인체는 놀라워》
- 2002년 SBS 《도전 1000곡》
- 2003년 KBS 2TV 《연예가 중계》
- 2003년 SBS 《도전 1000곡》
- 2003년 EBS 《퀴즈 천하통일》